# 덴진바시스지 상점가

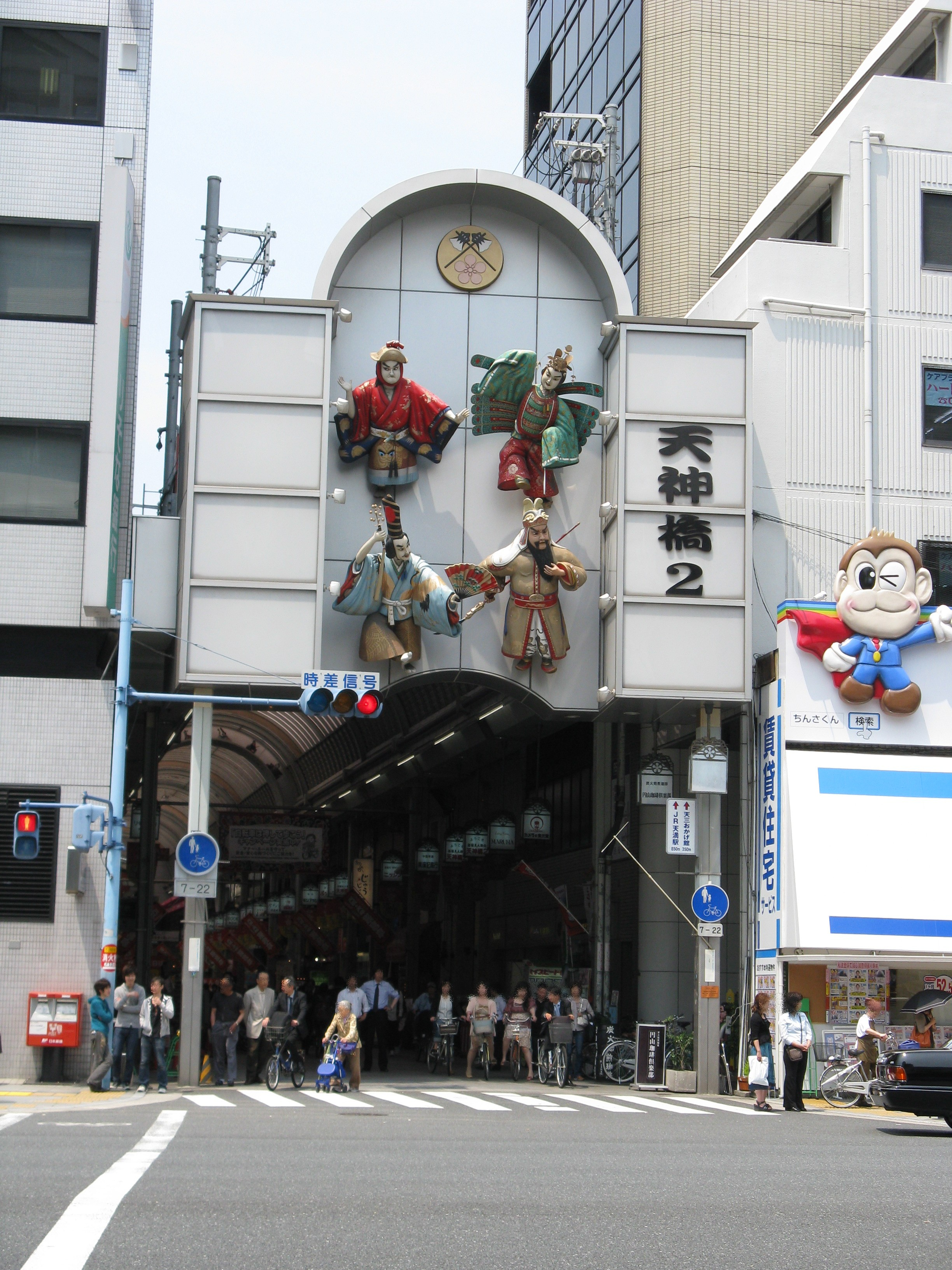
덴진바시스지 상점가

덴진바시스시 상점가(일본어: 天神橋筋商店街 덴진바시스지쇼텐가이[*])는 일본 오사카부 오사카시 기타구에 있는 상점가이다. 전체 길이가 2.6km이다.